# Mikicin
Mikicin [pronunciación en polaco: /miˈkit͡ɕin/] es un pueblo ubicado en el distrito administrativo de Gmina Jaświły, dentro del Condado de Mońki, Voivodato de Podlaquia, en el norte de Polonia oriental. Se encuentra aproximadamente a 17 kilómetros al noreste de Mońki y a 45 kilómetros al norte de la capital regional Białystok.
El pueblo tiene una población de 610 habitantes.